# Paula O. Jakobi

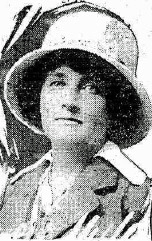
Paula O. Jakobi

Paula Owen Jakobi (20. Juni 1870 in Stuttgart, Königreich Württemberg – 12. Juli 1960 im Bundesstaat New York; geboren als Paula Oberndorf) war eine amerikanische Frauenrechtlerin und Dramatikerin.

## Beruflicher und aktivistischer Werdegang
Jakobi war eine der führenden Frauenrechtlerinnen in New York City und gehörte der National Woman’s Party an. Sie organisierte 1914 eine Veranstaltung im Cooper Union-College, bei der Lincoln Steffens, Zona Gale, Edna Ferber und viele andere Autorinnen und Autoren, die sich für das Frauenwahlrecht einsetzten, Lesungen abhielten und Bücher mit Autogrammen für die Sache verkauften. Jakobi beschäftigte sich mit der Gefängnisreform in der Frauenerziehungsanstalt von Massachusetts in Framingham und publizierte über das Leben mittelloser Frauen. Außerdem war sie drei Jahre lang Opernkritikerin für eine New Yorker Zeitung.

Jakobi war Mitglied von Heterodoxy, einem feministischen Club in Greenwich Village. Gemeinsam mit dessen Gründerin Marie Jenney Howe, schrieb sie einen satirischen Einakter, Telling the Truth at the White House (1917), der auf den Protesten gegen das Wahlrecht in Washington, D.C., basierte. Einige Monate nach Veröffentlichung des Stücks wurde Jakobi im November 1917 verhaftet, als sie vor dem Weißen Haus protestierte; sie wurde zu dreißig Tagen im Occoquan Workhouse verurteilt. In Occoquan verweigerte sie das Essen und wurde von den Gefängnisbeamten zwangsernährt. Sie schilderte die Haft mit drastischen Worten, die in der damaligen Wahlrechtsliteratur und noch Jahrzehnte später zitiert wurden:
Es gab kein Licht in dem Raum, nur eines auf dem Gang. In jede Zelle wurden drei von uns gesteckt. In jedem Raum gab es ein Einzelbett und eine Matratze auf dem Boden. Die Böden waren schmutzig, ebenso die Decken. Morgens wurden wir grob aufgefordert, aufzustehen. Wir hatten keine Möglichkeit, uns zu waschen. Ohnmächtig, krank und erschöpft wurden wir vor den Aufseher bestellt. Es war acht Uhr und wir hatten seit dem Vortag um zwölf Uhr nichts mehr gegessen. Man hatte uns nichts angeboten.
Jakobi schrieb weitere Kurzstücke, darunter The President (1921), Poet of His People (1917), Donna Juanna (mit Marie Jenney Howe, 1917), The Dragon's Tooth (1917), Chinese Lily (1915, spielt in einem Frauengefängnis) und And Ye Gave Me a Stone (1915).
Im Alter von achtzig Jahren schrieb Jakobi als weiteres Stück The Adamses (1952) über Sharecropper, das vom Hedgerow Theatre bei Philadelphia aufgeführt wurde.

## Persönliches Leben
Owen wurde als Paula Oberndorf 1870 als Tochter amerikanischer Eltern in Stuttgart geboren. Paula Owen heiratete den Industriellen Leo C. Jakobi (geboren 1863). Sie hatten zwei Töchter, Audrey und Ruth. Im Jahr 1904 wurde Paula O. Jakobi nach langer Trennung verwitwet, als ihr Mann Leo durch Suizid starb. Sie lebte zuletzt in Bay Shore, Islip im Bundesstaat New York und verstarb am 12. Juni 1960 im Alter von 90 Jahren.